# Síndrome orgánico cerebral

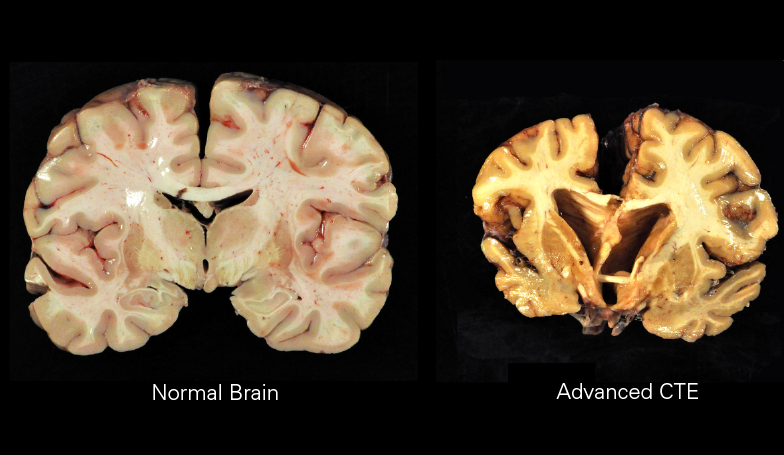
Encefalopatía por traumatismo craneoencefálico, posible causa del síndrome orgánico cerebral.

El síndrome orgánico cerebral es un término que hace referencia a la alteración de la función mental debida a una enfermedad no psiquiátrica.
El síndrome orgánico cerebral agudo es (por definición) un estado de reciente aparición de alteración de la función mental, a raíz de una intoxicación, sobredosis de sustancias, infección, dolor, y muchos otros problemas físicos que afectan al estado mental. En contextos médicos, agudo significa ‘de inicio reciente’. Como es el caso con la mayoría de las enfermedades agudas, el síndrome orgánico cerebral es a menudo provisional; aun así, no siempre es así (un problema de inicio reciente puede evolucionar volverse crónico o a largo plazo). Un término médico más preciso para el subconjunto agudo del síndrome orgánico cerebral es delírium.
El síndrome orgánico cerebral crónico es a largo plazo. Por ejemplo, algunas formas crónicas de dependencia de alcohol o drogas pueden causar síndrome orgánico cerebral debido a sus efectos tóxicos duraderos o permanentes sobre la función cerebral. Otras causas comunes de síndrome orgánico cerebral crónico a veces citadas son los varios tipos de demencia, los cuales se deben a daño cerebral permanente debido a ictus, la enfermedad de Alzheimer, u otras causas dañinas que no son reversibles.

## Condiciones asociadas
Los trastornos que causan daño al cerebro y contribuyen al síndrome incluyen, pero no se limitan a:
- Sobredosis/intoxicación causada por abuso de sustancias, incluyendo el alcoholismo[3]
- Enfermedad de Alzheimer
- Trastorno por déficit de atención con hiperactividad[4]
- Autismo[4]
- Conmoción cerebral
- Encefalitis
- Epilepsia
- Síndrome alcohólico fetal
- Hipoxia
- Enfermedad de Parkinson[4]
- Dependencia de sedantes e hipnóticos y abuso de sustancias[2]
- Hemorragia/trauma intracraneal
- Encefalopatía de Wernicke
- Mastocitosis[5]
- Meningitis
- Psychoorganic síndrome
- Ictus/accidente isquémico transitorio (AIT)
- Síndrome de abstinencia de fármacos, especialmente sedantes e hipnóticos, p. ej., el alcohol o las benzodiazepinas[6][7]

## Síntomas
Los síntomas del síndrome varían de acuerdo a la enfermedad que lo produce. Aun así, los síntomas más comunes son confusión; empeoramiento de la memoria, juicio, y función intelectual;  y agitación. A menudo estos síntomas son atribuidos a una enfermedad psiquiátrica, lo que dificulta el diagnóstico.

## Tratamiento
El tratamiento de este síndrome varía según la causa del trastorno o enfermedad. Es importante notar que no es un diagnóstico primario y es necesario buscar la causa y tratarla.